# Anna Baugová
Anna Baugová, lotyšsky Anna Bauga, v českém zdroji též jako Anna Baugaová, (13. března 1905, Blīdene – 16. ledna 1991, Riga) byla lotyšská spisovatelka a překladatelka.

## Život
Roku 1927 dokončila učitelský ústav a pracovala jako učitelka. Za druhé světové války učila v Uzbekistánu cizí jazyky, později byla redaktorkou Cizojazyčného nakladatelství v Moskvě. Po návratu do Rigy pracovala jako překladatelka a upravovala a vydávala lotyšské pohádky. V letech 1946–1968 byla předsedkyní sekce překladatelů při Svazu lotyšských spisovatelů.
Jako překladatelka se zaměřovala hlavně na angličtinu (Dickens, Conan Doyle, Galsworthy a další) a češtinu. Představila Lotyšům mimo jiné podstatnou část díla Karla Čapka a byla jednou z mála ženských překladatelek Haškova Švejka (její překlad po názvem Krietnā kareivja Šveika dēkas pasaules kara vznikl ve spolupráci s Paulsem Melnaisem v letech 1945–1947 a dočkal se již čtyř vydání).

## Knihy pohádek
- Zelta tīnīte (1957, Zlatá truhlička), český výbor pod názvem Jak silák sloužil u pána,
- Trīs labas lietas (1974, Tři dobré věci), česky pod názvem Hadí prsten.

## Česká vydání
- Jak silák sloužil u pána, SNDK, Praha 1960, přeložil Vojtěch Gaja, výbor z knihy Zelta tīnīte
- Hadí prsten, Albatros, Praha 1979, přeložil Vojtěch Gaja,
- Tři dobré věci, Liesma, Riga 1988, přeložil Radegast Parolek.